# Association chrétienne pour la francophonie
Pour les articles homonymes, voir ACF.
L'Association Chrétienne pour la Francophonie (ACF) est une association chrétienne évangélique d'églises pentecôtistes, membre de l’Association mondiale des Assemblées de Dieu. Le siège est basé à  Longueuil, au Canada. Elle compte 26 églises membres en 2015, au Canada, en France et en Haïti. L'ACF compte un institut de théologie affilié, l'Institut de théologie pour la francophonie.

## Histoire
L'ACF a été fondée en 2007 avec quelques églises chrétiennes évangéliques du Québec, à l’initiative de l'Église Nouvelle Vie de Longueuil,. Selon un recensement de l’association d’églises, elle aurait en 2024, 29 églises au Canada, en France et en Haïti.

## Croyances
L’union a une confession de foi pentecôtiste. Elle est membre de l’Association mondiale des Assemblées de Dieu.

## Institut de théologie
L'Institut de théologie pour la francophonie situé à Longueuil au Québec fondé par l’Église Nouvelle Vie en 2005, est membre de l'ACF.